# Kobe
Kobe je peti po veličini grad u Japanu. Glavni je grad prefekture Hyōgo.

## Zemljopis
Nalazi se na južnoj strani otoka Honshūa oko 30 km od Osake. Ima oko milijun i pol stanovnika i dio je megalopolisa Keihansin kojeg čini skupa s Osakom i Kyotom. Most Akashi Kaikyo (jap. 明石海峡大橋 Akashi Kaikyō Ōhashi) ili Biserni most viseći je most koji povezuje Kobe s otokom Awayi. Izgradnja je dovršena 1998. i ima drugi najduži središnji raspon na svijetu, od 1,991 m.

## Pobratimljeni gradovi
- Seattle, Washington, Sjedinjene Američke Države
- Marseille, Francuska
- Rio de Janeiro, Brazil
- Riga, Latvija
- Brisbane, Australija
- Barcelona, Španjolska
- Incheon, Južna Koreja
- Rotterdam, Nizozemska
- Tianjin, Kina
- Philadelphia, Sjedinjene Američke Države
- Terni, Italija
- Daegu, Južna Koreja

## Galerija
- Toranj u luci
- Luka
- Kineska četvrt u Kobeu
- Veliki panda u Oji zoo-u
- Toranj Kawasaki
- Most Akashi Kaikyo
- Most Akashi Kaikyo noći
- Kobe noću
- Kobe iz ptičje perspektive
- Vrt Anyoin

## Vanjske poveznice
- (engl.) Official Kobe homepage  Arhivirana inačica izvorne stranice od 7. siječnja 2019. (Wayback Machine)
- (engl.) Kobe City Info
- [neaktivna poveznica] - Fotografije Kobea s kraja 19. stoljeća
- Official YouTube channel